# Ир (сын Актора)
Ир (др.-греч. Ἶρος) — персонаж древнегреческой мифологии. Сын Актора. Его жена Демонасса. Дети Евритион и (по версии) Евридамант. В другой версии родословной Евритион является братом Ира и царём Фтии. Пелей нечаянно убил Евритиона и предложил большое стадо Иру как выкуп. Ир не принял его, а Пелей отпустил стадо. На него напал волк и съел. По воле бога волк превратился в скалу на границе Локриды и Фокиды.